# Šalmaj

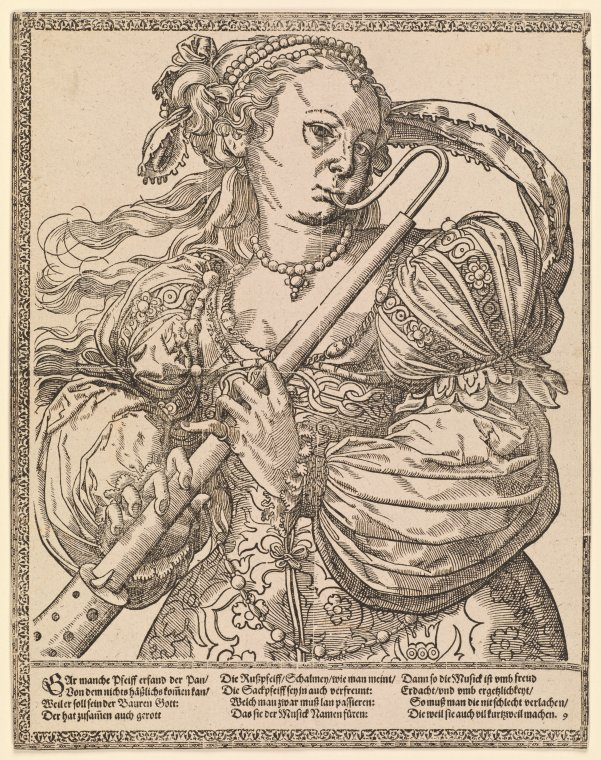
Žena hrající na šalmaj (Tobias Stimmer, cca 1500)

Šalmaj je dřevěný dechový nástroj s dvojitým plátkem (strojkem) a kónickým vývrtem. Je předchůdcem hoboje a anglického rohu. V mnoha zemích přetrval v rozličných podobách do současnosti a je hojně využíván v tradiční lidové hudbě, např. dulzaina (příp. chirimía) ve Španělsku, xirimia, dolçaina, gralla, tible či tenora v Katalánsku, charamela v Portugalsku nebo ciaramella v Itálii.

## Etymologie
Slovo šalmaj pochází přes německé Schalmei a starofrancouzské chalemie či chalemel (ve významu „píšťala“) z pozdně latinského calamellus. To je zdrobnělina od slova calamus, které znamená „rákos, stéblo“ a přeneseně právě i „píšťala“. Její jméno může vycházet i z arabského salameya.
Slovo je v češtině zpravidla ženského (pouze takto je uvádějí PČP, SSČ, ASCS, Internetová příručka ÚJČ), „zřídka mužského rodu“ (informaci o mužském rodě podává SSJČ a PSJČ).

## O nástroji

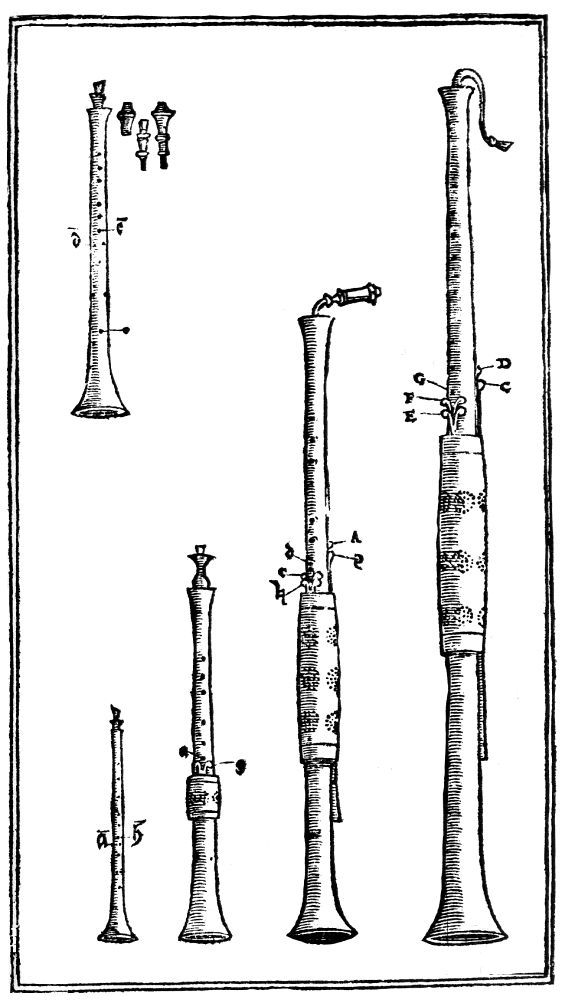
Různé velikosti šalmají, jak je zobrazil Michael Praetorius v díle Syntagma Musicum (1620)

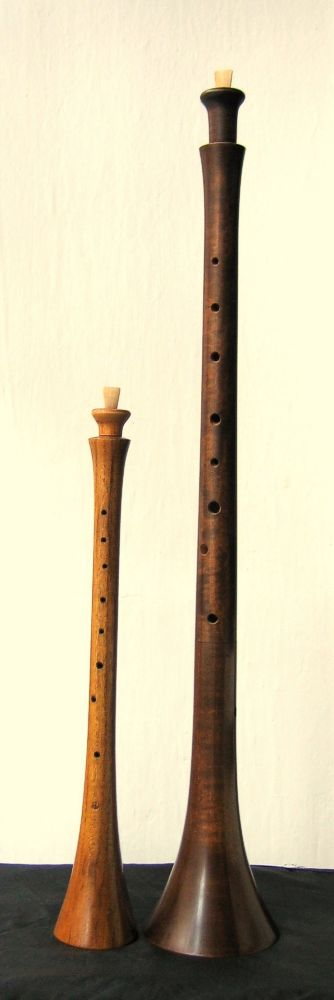
Sopraninová a sopránová šalmaj, vyrobil Vladimír Richter

### Původ a vývoj
Podle některých zdrojů vznikla šalmaj v Bagdádu za vlády kalifa Haruna al Rašída (763–807), podle jiných je potomkem anatolského nástroje zurna. Do Evropy se dostala během křižáckých válek, kdy Saracéni využívali k zastrašení protivníka velké vojenské kapely sestávající především ze šalmají, trubek a bubnů.
Nástroj je obvykle vysoustružen z jednoho kusu dřeva, opatřen kuželovým vývrtem a roztrubem. Třtinový dvojitý plátek (strojek) byl původně podložen kovovým diskem, který sloužil jako opora rtů, později byl strojek vsunut do dřevěné piruety. Rty se částečně opíraly o piruetu a strojek svíraly pouze lehce, možnost ovládat dynamiku nástroje byla tedy velice omezená. Zvuk šalmaje byl proto pronikavý a silný.
V 16. století došlo k dalšímu rozvoji nástroje – byl zúžen vývrt, zmenšeny prstové otvory, jeho rozsah se zvýšil. Nástroj se vyráběl v několika velikostech, větší typy byly opatřeny klapkou, kterou zakrývala ozdobná krytka – fontanela. Tyto byly nazývány „pumorty“.
V 17. století postupně převzal úlohu šalmaje hoboj, na jehož vývoji se nejvíce podílel francouzský stavitel nástrojů Martin Hotteterre.

### Použití
Po vzoru Saracénů byly šalmaje brzy po křížových výpravách využívány v evropských vojenských kapelách. Ve čtrnáctém století jsou rovněž zdokumentovány taneční soubory snižcových trumpet a šalmají. Po zdokonalení nástroje na počátku 16. století začal být nástroj spolu s pozouny a dalšími dechovými nástroji hojně využíván městskými kapelami a trubači nejen pro světskou, ale i pro chrámovou hudbu.